# TOI-620
TOI-620 — одиночная звезда в созвездии Гидры на расстоянии около 108 световых лет (около 33 парсек) от Солнца. Видимая звёздная величина звезды — +12,262m. Возраст звезды определён как около 7,2 млрд лет.
Вокруг звезды обращается, как минимум, две планеты.

## Характеристики
TOI-620 — красный карлик спектрального класса M2,5V. Масса — около 0,577 солнечной, радиус — около 0,55 солнечного, светимость — около 0,0515 солнечной. Эффективная температура — около 3708 K.

## Планетная система
В 2022 году группой астрономов, работающих в рамках проекта TESS, было объявлено об открытии планет TOI-620 b и TOI-620 c.